# Hradište pod Vrátnom
Hradište pod Vrátnom é um município da Eslováquia, situado no distrito de Senica, na região de Trnava. Tem 25,195 km² de área e sua população em 2019 foi estimada em 687 habitantes.

## Demografia
| Ano:        | 1994 | 2004   | 2014   | 2024   |
| ----------- | ---- | ------ | ------ | ------ |
| Broj ljudi: | 692  | 701    | 659    | 665    |
| Razlika:    |      | +1,30% | -5,99% | +0,91% |

| Ano:               | 2023 | 2024   |
| ------------------ | ---- | ------ |
| Número de pessoas: | 661  | 665    |
| Diferença:         |      | +0,60% |